# Drag Race Italia (temporada 2)
La segunda temporada de Drag Race Italia se estrenó el 20 de octubre de 2022. Los diez concursantes fueron anunciados el 30 de septiembre de 2022.
Discovery+ confirmó que el reality show abrió una convocatoria de casting para la segunda temporada. El 29 de septiembre de 2022, mostraron un adelanto confirmando a diez concursantes con la artista drag italiana Priscilla, la actriz Chiara Francini y la personalidad de televisión Tommaso Zorzi reconfirmados como jueces.
La temporada consta de ocho episodios de una hora.

## Concursantes
Las edades, los nombres y las ciudades indicadas corresponden al momento de la filmación .
| Concursante     | Años | Ciudad natal                         | Salir      |
| --------------- | ---- | ------------------------------------ | ---------- |
| La Diamond      | 35   | Riesi, Sicilia                       | Ganadora   |
| Aura Eternal    | 24   | Palermo, Sicilia                     | Finalistas |
| Nehellenia      | 31   | Roma, Lacio                          | Finalistas |
| La Petite Noire | 31   | Palermo, Sicilia                     | 4.º lugar  |
| Skandalove      | 33   | Corato, Apulia                       | 5.º lugar  |
| Gioffré         | 25   | Ciudad de Nueva York, Estados Unidos | 6.º lugar  |
| Panthera Virus  | 29   | Florencia, Toscana                   | 7.º lugar  |
| Obama           | 33   | Roma, Lacio                          | 8.º lugar  |
| Tanissa Yoncè   | 28   | Catania, Sicilia                     | 9.º lugar  |
| Narciso         | 29   | Frosinone, Lacio                     | 10.º lugar |

## Jueces invitados
Enumerados en orden cronológico:
- Paty Pravo, cantante
- Ludovico Tersigni, actor y presentador de televisión
- Nancy Brilli, actriz
- Sandra Milo, actriz y personalidad de televisión
- Alessandra Celentano, coreógrafa, ex bailarina y personalidad televisiva
- Nick Cerioni, estilista
- Vito Coppola, bailarín y personalidad televisiva
- Claudia Gerini, actriz
- Supremme de Luxe, drag queen y cantante española, presentadora de Drag Race España
- Michela Giraud, actriz y comediante
- Paola Iezzi, cantante, DJ y productora discográfica
- Luca Tommasini, actor y coreógrafo